# La Malédiction de l'épouvanteur
La Malédiction de l'épouvanteur (titre original : The Spook's Curse) est le deuxième tome de la série L'Épouvanteur signée Joseph Delaney. Paru en 2005, il est précédé de L'Apprenti épouvanteur et suivi du Secret de l'épouvanteur.

## Résumé

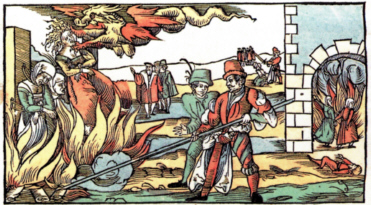
Représentation de sorcières sur le bûcher.

Le Fléau est une des plus dangereuses créatures qui existe. Enfermé sous la cathédrale de Priestown, il gagne de plus en plus de puissance et s'introduit dans l'esprit des plus faibles. Ça ne peut plus durer, il faut le détruire une bonne fois pour toutes. Mais la tâche s'avère périlleuse : le maître de Thomas, apprenti Épouvanteur, a déjà échoué contre cette créature autrefois, et en garde un bien mauvais souvenir. 
Les choses se compliquent encore lorsque l'Inquisiteur [Witchfinder] arrive en ville. Cet homme mène une chasse aux sorcières et à tout ce qui s'approche de l'"obscur". Il rêve donc de capturer l'Épouvanteur pour le mettre sur le Bûcher. Il faudra faire très attention... 

## Adaptation

### Bande dessinée
La Malédiction de l'épouvanteur, bande dessinée inspirée du roman, écrite par Gwénaëlle Boulet et dessinée par Benjamin Bachelier, est sortie en 2025 aux éditions Bayard Jeunesse.